# 三層崎
三層崎，是臺灣嘉義縣中埔鄉的一個傳統地域名稱，位於該鄉西南部。相較於今日行政區，其範圍大致包括三層村不含東部凸出部分、沄水村西南部凸出部分的西大半部、深坑村南部東側凸出部分及西南端，以及臺南市白河區崎內里南部東側凸出部分的東北大半部。

## 歷史
台灣日治初期，三層崎地區為一（舊制）街庄，稱為「三層崎庄」，隸屬於嘉義東堡。該庄西北與馬稠後庄為鄰，北與深坑庄、竹頭崎庄為鄰，東邊、東南邊及南邊東段為凍仔腳庄，南邊中西段為白水溪庄，西邊為竹仔門庄。
1901年（日治明治三十四年）11月，全台設置二十廳，該庄隸屬於嘉義廳。1903年（明治三十六年）6月，該庄編入「中埔區」，隸屬於嘉義廳。1909年（明治四十二年）10月，合併二十廳為十二廳，中埔區仍隸屬於嘉義廳。1920年（大正九年），廢十二廳改設五州二廳，該庄改制為「三層崎」大字，隸屬於臺南州嘉義郡中埔庄（新制街庄）。
戰後中埔庄改制為中埔鄉，隸屬於臺南縣，大字亦改制為村。1950年雲、嘉、南分治，中埔鄉改隸屬於嘉義縣。

## 聚落
本地區發展較早的聚落有三層崎、梯頭、大士頂等，在日治期初期的官方地圖上已有記載。

## 交通
縣道172號是嘉義縣布袋鎮布袋市區至嘉義縣中埔鄉澐水的道路。
鄉道嘉139線是中庄至三層崎的道路。
鄉道嘉182線是三層崎（起點在禮成橋頭）至桃仔寮（實際終點在官真閂）的道路，由起點西行可銜接臺南市區道南90線。

## 學校
- 三層國小（已廢校）